# Hospital Tung Wah
El Hospital Tung Wah es un hospital benéfico de Hong Kong que forma parte del Grupo de Hospitales Tung Wah. Se encuentra arriba de Possession Point en el 12 de la calle Po Yan en Sheung Wan, fue el primer hospital para el público general establecido en el Hong Kong colonial en la década de 1870.

## Historia
Se declaró la construcción del hospital el 26 de marzo de 1870 según la «Ordenanza de Incorporación del Hospital Tung Wah». El Registrador General de la colonia promovió la construcción del hospital cuando vio una mezcla indiscriminada de muertos y moribundos apiñados en Kwong Fook I-tsz, un pequeño templo cercano construido en la calle Tai Ping Shan.  La gran cantidad de muertes se debió en parte al comienzo de la tercera pandemia de peste bubónica procedente de China, aunque no fue declarado emplazamiento oficial hasta 1872. 
El gobierno subsidió el hospital con un costo de HK$45 000, incluyendo HK$15 000 de concesión territorial. La inauguración en el 14 de febrero de 1872, fue considerada la más grandiosa jamás presenciada en el Hong Kong colonial. En aquella época los ciudadanos chinos tenían muchos prejuicios culturales contra la medicina occidental y prácticas como las cirugías. Muchos preferirían morir antes que ser internados en una clínica occidental.
En 1911 el gobierno promulgó la Ordenanza n.º 38, conocida como «Ordenanza de 1911 sobre la expansión del Hospital de Tung Wah», para ayudar a lidiar con el crecimiento demográfico de Kowloon y los Nuevos Territorios junto con el Hospital de Kwong Wah. 

## Instalaciones
Cuenta con 633 camas, 494 para pacientes hospitalizados, 93 para pacientes ambulatorios y 46 lugares para rehabilitación diurna, es el segundo hospital general más grande del grupo oeste de Hong Kong. El bloque principal del Hospital Tung Wah está clasificado como edificio histórico de grado I.  Está adscrito a la Facultad de Medicina Li Ka Shing de la Universidad de Hong Kong.